# Монторфано
Монторфано (итал. Montorfano) — коммуна в Италии, располагается в регионе Ломбардия, подчиняется административному центру Комо.
Население составляет 2489 человек, плотность населения составляет 705 чел./км². Занимает площадь 3,53 км². Почтовый индекс — 22030. Телефонный код — 031.
покровителем коммуны почитается святой апостол и евангелист Иоанн Богослов, празднование 27 декабря.